# 1636 en France
Chronologie de la France
- 1632
- 1633
- 1634
- 1635
- 1636
- 1637
- 1638
- 1639
- 1640

## Événements
- 23 mars : Pâques. Sècheresse jusqu’à la fin de juin dans la région parisienne[1].
- Mars et juin : dévaluation de la livre tournois[2].
- 9 avril : l’assemblée générale du clergé vote au roi un secours considérable (316 000 livres de rente)[3].
- Avril-juin : soulèvement des Croquants en Angoumois et en Saintonge contre les tailles[4].
- 26 mai, guerre de Dix Ans : début du siège de Dole par l’armée française[5].
- 6 juin  : émeutes antifiscales à Blanzac, près d'Angoulême, pendant la foire de la Saint-Jean-Baptiste[6].
- 22 juin : victoire des Franco-savoyards sur les Espagnols à la bataille de Tornavento[7]. Chaque printemps, jusqu’au traité des Pyrénées de 1659, les troupes françaises entrent en Italie par le Col de Montgenèvre et Pignerol, vers le Piémont et Milan.

- Juillet : une vague de chaleur et les maladies infectieuses qu’elle engendre provoquent la mort de 500 000 personnes[8].

- 2 juillet : les Espagnols entrent en Picardie et assiègent La Capelle, qui capitule le 9 juillet[7].

- 2 août : les Espagnols, conduits par l’infant-cardinal, passent la Somme à Cerisy, progressent en Picardie[9] et prennent Corbie le 15 août[7]. Ils menacent la capitale, dont les habitants réagissent derrière Richelieu en fournissant de l’argent et des hommes pour mettre sur pied une armée de contre intervention.

- 15 août : échec du siège de Dole[7].

- 4 septembre : vendanges précoces à Dijon[10].
- 18 septembre : manifeste de Brisach[9] ; état de guerre entre l’empereur Ferdinand II et la France à cause de l’intervention française en Franche-Comté.

- 21 octobre : traité de Wessel, alliance entre Louis XIII et Guillaume V, landgrave de Hesse-Cassel[9].
- 25 octobre : échec d’une tentative de Gaston d’Orléans et du comte de Soissons, assistés de leurs favoris Montrésor et Saint-Ibal, contre Richelieu ; Monsieur renonce à faire assassiner le cardinal à l’issue du Conseil du roi à Amiens[11].

- 14 novembre : les Français reprennent Corbie[7].

- 31 décembre : à Paris, le droit d’entrée sur les vins est porté à 3 livres par muids[12].